# Abú Hanífa
Abú Hanífa (5. září 699 Kúfa – 18. června 767 Bagdád) byl perský islámský sunnitský učenec narozený na území dnešního Iráku (tehdy Ummajovský chalífát). Byl zakladatelem jedné ze čtyř hlavních islámských právních škol, tzv. hanífovského mazhabu, která je po něm i pojmenována. Jde o nejrozšířenější školu v islámském světě, rozšířenou zejména v Evropě, Rusku, Turecku, Pákistánu, Bangladéši a na Kavkaze. Navzdory úspěchu jeho školy, ve své době byl v islámském světě považován za kontroverzního myslitele a zemřel ve vězení, kam ho uvrhl abbásovský chalíf Mansúr. Pravděpodobně byl nearabského původu.